# Egidemia speculifera
Egidemia speculifera är en insektsart som först beskrevs av Walker 1851.  Egidemia speculifera ingår i släktet Egidemia och familjen dvärgstritar. Inga underarter finns listade i Catalogue of Life.